# Booby Island (ö i Australien, Western Australia)
Booby Island är en ö i Australien. Den ligger i delstaten Western Australia, omkring 2 100 kilometer nordost om delstatshuvudstaden Perth.